# Lucas Souza
Lucas Silva de Souza (Vitória, 16 de novembro de 1982) é um cantor, compositor, produtor musical, multi-instrumentista, arranjador e empresário brasileiro.
Lucas foi um cantor de rock alternativo proeminente do cenário musical religioso, tendo lançado vários discos entre 2004 e 2012. Iniciou sua carreira em 2002, fundando a Lucas Souza Banda com a presença de vários músicos, especialmente seu irmão Lúcio. O primeiro álbum, Capturado, recebeu a participação da cantora Heloisa Rosa em várias faixas.
Ao longo dos anos, Souza lançou discos ao vivo e em estúdio. Cidade do Amor, lançado em 2009, foi o seu maior êxito de crítica e público. O projeto foi produzido por seu irmão, Lúcio, e masterizado no Abbey Road Studios. Além de ter gravado com vários músicos como Marcos Almeida, Juliano Son e Rodolfo Abrantes, Lucas lançou, em 2012, o CD e DVD Revolução de Jesus, último trabalho de sua carreira como cantor solo. Em 2013, anunciou seu afastamento da Lucas Souza Banda que, a partir daquele momento, passou a se chamar Cidade Acesa.
Desde 2011, passou a trabalhar mais diretamente com o projeto de seu irmão, o cantor Silva. Com Silva, Lucas escreveu composições como "Falando Sério", "Okinawa", "Janeiro", "Eu Sempre Quis", "Feliz e Ponto" e "Noturna (Nada de Novo na Noite)", em parceria com Marisa Monte. Também é empresário e instrumentista de Silva.

## Biografia
Tendo estudado vários instrumentos como piano, sax, violino e violão, foi a partir de 2002 que Lucas iniciou seu caminho dentro da música cristã, e também quando surgiram suas primeiras composições. Nesse mesmo ano juntou-se a um grupo de quatro garotos interessados em fazer um som de caráter estritamente vertical e que se encontravam esporadicamente para tocar. Contudo, a coisa começou a ficar séria a partir de 2003, quando a banda começou a viajar pelo Brasil, atendendo a diversos convites para apresentações.[carece de fontes?] Com diversas composições próprias já finalizadas, no ano seguinte, Lucas Souza Banda lançava seu álbum de estreia, intitulado Capturado.
No ano seguinte, Lucas gravou um disco ao vivo, completamente inédito, chamado Caminho de Revolução. Na época, o cantor disse que a banda ensaiou bastante para o show. "Penso que a grande diferença de gravar ao vivo está na essência da coisa em si. De captar a emoção do momento, de ter a participação do público e de gravar todo mundo ao mesmo tempo, valendo!". Em 2006, o projeto recebeu duas indicações ao Troféu Talento.
Em 2009, Lucas lançou o álbum Cidade do Amor. O disco foi produzido em parceria com seu irmão, Lúcio, e foi mais experimental que os anteriores. O projeto, com influências de britpop, indie rock e blues trouxe, em maior parte, inéditas e com uma maior experimentação de teclados e piano. A masterização se deu no Abbey Road Studios. O disco foi bem recebido pela crítica e, anos depois, foi considerado o 10º melhor álbum dos anos 2000, em uma lista publicada pelo Super Gospel.[carece de fontes?]
Lucas Souza foi um dos mais relevantes nomes da música cristã contemporânea no final dos anos 2000. O artista chegou a se apresentar em turnês pelos EUA, Europa e Japão, além de quase todos os estados brasileiros.
Seu último trabalho foi Revolução de Jesus (2012). O projeto foi composto por 15 faixas que totalizam mais de uma hora. Gravado ao vivo em Vitória, Espírito Santo, no dia 2 de dezembro de 2011, o disco foi mixado por Jeremy Edwardson (produtor de todos os discos do Jesus Culture, Jake Hamilton, dentre outros) e masterizado por Troy Glessner.
Entre o lançamento do álbum Revolução de Jesus, Lucas compôs várias músicas com seu irmão, Silva. A parceria entre os dois gerou o EP 2012 que, mais tarde, formou o álbum Claridão, lançado em 2012. Concentrado no trabalho solo de Silva, Lucas acabou fazendo parte da banda de seu irmão como saxofonista e também empresário.
No dia 20 de julho de 2013, Lucas Souza anunciou via Twitter o encerramento oficial das atividades da banda que seguiu com um novo vocalista e o nome Cidade Acesa.
Lucas continuou no cenário musical. Escreveu várias canções dos álbuns Vista pro Mar (2014) e Júpiter (2015), de seu irmão. Também compôs, ao lado de Silva e Marisa Monte, a canção "Noturna (Nada de Novo na Noite)", lançada no álbum Silva Canta Marisa (2016).

## Discografia
Álbuns de estúdio
- 2004: Capturado
- 2009: Cidade do Amor

Álbuns ao vivo
- 2005: Caminho de Revolução
- 2008: Doxologia
- 2010: Todos Juntos por Você
- 2012: Revolução de Jesus - Volume 1
- 2012: Revolução de Jesus - Volume 2

Álbuns de vídeo
- 2012: Revolução de Jesus